# La ragazza da 20 dollari
La ragazza da 20 dollari (Wicked Woman) è un film statunitense del 1953, diretto da Russell Rouse.

## Trama
La bionda Billie Nash, dopo un viaggio in pullman, provenendo da una località imprecisata approda in una cittadina della provincia americana, in una pensione della quale prende alloggio.
È in cattive condizioni finanziarie, ma riesce in fretta a trovare un lavoro come barista nel locale di Dora Bannister e del marito Matt, con il quale stringe una relazione amorosa e che cerca di convincere ad abbandonare la moglie per trasferirsi con lei in Messico, a coronamento del suo sogno di sempre.
A questo scopo Matt intende vendere al proprio conoscente Larry il locale, che però è in comproprietà con la moglie, ai danni della quale, per evitarne la scontata opposizione, egli organizza, insieme a Billie, una truffa.
Il loro piano, nonostante diverse difficoltà, sta per andare in porto, ma Charlie, un co-pensionante di Billie, che si era invaghito di lei, viene a conoscenza della tentata truffa e vuole indurre Billie, in cambio del silenzio, a fornirgli prestazioni amorose.
A seguito di ciò, quando Matt coglie Billie in presunti atteggiamenti intimi con Charlie, senza neppure voler ascoltare le eventuali spiegazioni di lei, adirato, la lascia.
Mentre l'affare finanziario fra Matt, Dora e Larry si risolve e si appiana alla bell'e meglio, Billie, le cui speranze sono infrante, riprende il suo vagabondaggio in pullman verso la successiva incerta destinazione, in cerca di miglior fortuna.